# Ла-Биш
Ла-Биш (англ. Lac La Biche) — озеро в провинции Альберта в Канаде. Расположено в центральной части провинции. Одно из больших по величине озёр Канады — общая площадь равна 234 км². Объём воды — 1,96 км³. Имеет прекрасные пляжи, находится в окружении парков и лесов. На северо-восточном берегу озера расположен одноименный городок Лак-ла-Биш.

## Характеристика озера и его бассейна
Озеро Ла-Биш состоит из двух водоёмов, разделённых полуостровом и двумя островами. Западный водоём имеет простую форму и относительно глубок (максимальный глубина 21,3 метра), он сравним по величине с восточным водоёмом (максимальная глубина 12,2 метра). По сравнению с западным водоёмом восточный весьма сложен, с несколькими бухтами, разделёнными многочисленными островами, песчаными и гравийными косами.
Бассейн озера имеет площадь 4040 км, что в 17 раз превышает площадь самого озера, является частью холмистых равнин восточной Альберты и большей своей частью размещён к востоку и к северу от озера. Основное питание озеро получает от реки Оул и её притоков: Логан, Клайд и Пиш. Сток по реке Ла-Биш в реку Атабаска (бассейн реки Маккензи).
Озеро находится на высоте 544 метров, а окружающая поверхность не повышается выше, чем 610 метров выше уровня моря. Хотя крутые обрывы характерны для многих участков береговой линии, но в других местах берег имеет низкий профиль. Характер грунта по берегам озера также очень разнится — от камней, гравия и песка на северном берегу до органических болотистых почв вдоль южного и западного берега.
90 % площади бассейна занимают леса и заболоченные земли и только 5 % занято сельскохозяйственными угодьями. В лесах произрастает осина, бальзамический тополь и белая ель, а также чёрная ель и ива на болотистых участках. Большая часть сельхозугодий занята улучшенными пастбищами, но есть и пашни, где выращивают ячмень, овёс и пшеницу.

## История
Первоначальное наименование озера звучало на языке кри как «Уоскесиу-Сакхахеган», что значит «Оленье озеро». Французские канадцы называли канадского оленя (вапити) словом «biche» — от названия женской особи европейского благородного оленя. Английский перевод французского названия озера «Lac La Biche» — Red Deer Lake («озеро Благородного Оленя») — впервые появился на карте Маккензи 1793 года, однако впоследствии он не прижился.
Первое известное посещение озера было совершено в 1798 году Дэвидом Томпсоном из Северо-Западной компании. Он основал факторию Букингем-Хауз на юго-восточном берегу озера. В 1799 Питер Фидлер из конкурирующей Компании Гудзонова Залива также основал факторию на южном берегу озера. Эта фактория, Гринвич-Хауз, действовала до 1821 года, когда обе компании объединились. В 1853 году Компания Гудзонова Залива открыла новую факторию в том месте, где сейчас находится город Лак-ла-Биш.
Первые поселенцы прибыли в район озера в 1855 году и обосновались на его южном берегу. В 1915 году была построена железная дорога вдоль восточного берега озера. Позже в том же году, начала заселяться территория будущего города Лак-ла-Биш бок о бок с недавно открытой железной дорогой. Лак-ла-Биш стал хутором в 1919, селом в 1922 и городом в 1951 году. В 1987 население города составило 2553 человека. После появления железной дороги начался коммерческий лов рыбы. Рыболовство на сига обеспечивало кормами фермы по выращиванию норки и с 1930-х годов по конец 1940-х разведение норки было одним из основных видов хозяйственной деятельности. Это продолжалось до сезона 1947/48 годов, когда рыбы в озере практически не стало. Впоследствии этого было закрыто много ферм и к 1981 году их осталось только четыре.
В настоящее время ситуация улучшилась, но для сохранения и увеличения рыбных запасов запрещена рыбная ловля в апреле и мае в пределах километровой зоны от устья реки Оул. Развивается спортивное рыболовство на северную щуку, озёрного сига, сазана, жёлтого окуня.
В 1925 основан птичий заповедник, в который вошли все острова на озере. В 1952 году самый большой остров стал провинциальным парком острова Биг. В 1965 году парк был переименован в провинциальный парк Уинстона Черчилля (в честь Британского премьер-министра в годы Второй мировой войны). В 1968 году был построен 2,5-километровый тротуар между островами Биг, Лонг и материком, чтобы обеспечить более удобный доступ к парку.